# Księżna Anna (pomnik przyrody)
Księżna Anna – sosna zwyczajna (Pinus sylvestris) rosnąca w Polsce, w województwie pomorskim, w powiecie słupskim, w gminie Dębnica Kaszubska, w obrębie ewidencyjnym Krzynia, niecałe 600 m na północny zachód od zabudowań osady Łysomice. Została ustanowiona pomnikiem przyrody Orzeczeniem nr 164/31 z dnia 26 października 1978 r. o uznaniu za pomnik przyrody i wpisana pod nr 164 do rejestru pomników przyrody województwa słupskiego. Mierzy około 33 m wysokości i 380 cm obwodu (według innych źródeł 31 m wysokości i 400 cm obwodu). W drugim dziesięcioleciu XXI stulecia wiek drzewa szacowano na około 310 lat.

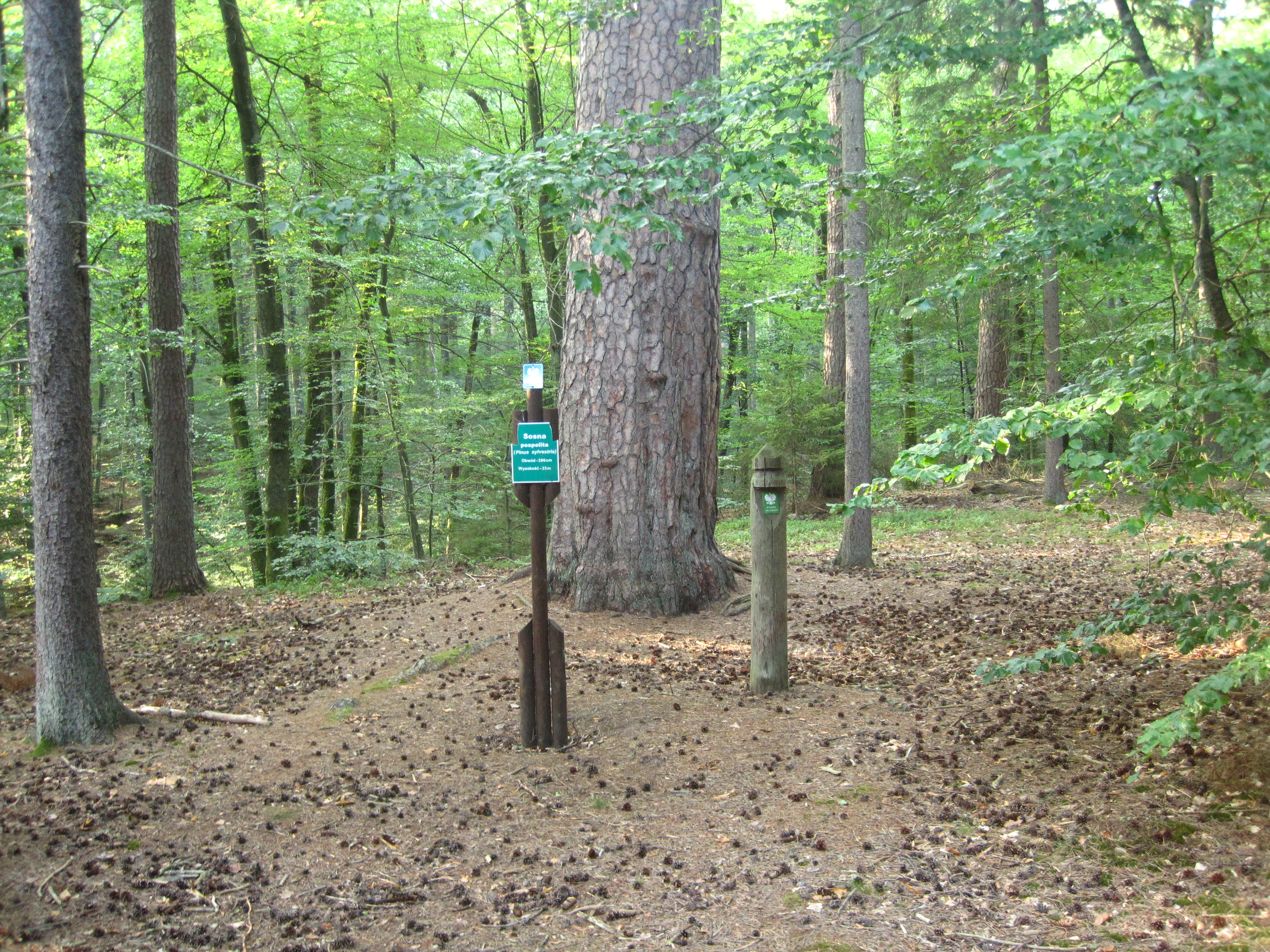
Dolna część pnia Księżnej Anny

„Księżna Anna” rośnie w borze mieszanym świeżym. Znajduje się na gruntach Nadleśnictwa Leśny Dwór, w obrębie leśnym Leśny Dwór, w leśnictwie Zaścianek, w granicach Parku Krajobrazowego „Dolina Słupi”, a jednocześnie w obszarze specjalnej ochrony ptaków „Dolina Słupi” (PLB220002) i w obszarze mającym znaczenie dla Wspólnoty (projektowanym specjalnym obszarze ochrony siedlisk) „Dolina Słupi” (PLH220052). Według regionalizacji przyrodniczo-leśnej rośnie w obszarze mezoregionu Wysoczyzna Polanowska i w obszarze mezoregionu Wysoczyzna Polanowska według regionalizacji fizycznogeograficznej.
Według wykazu pomników przyrody Nadleśnictwa Leśny Dwór (na dzień 1 stycznia 2017) sosna miała drugi stopień zdrowotności. Część gałęzi jest martwa, występują ubytki kory na pniu.
Do sosny prowadzi ścieżka edukacyjna.